# Bournens
Bottens (toponimo francese) è un comune svizzero di 372 abitanti del Canton Vaud, nel distretto del Gros-de-Vaud.

## Storia

### Simboli
Lo stemma è stato adottato dal comune nel 1922 e si ispira al blasone della famiglia Charrière, signori di Bournens, di cui riprende il campo e la banda invertendone gli smalti.

## Società

### Evoluzione demografica
L'evoluzione demografica è riportata nella seguente tabella:
Abitanti censiti

## Amministrazione
Ogni famiglia originaria del luogo fa parte del cosiddetto comune patriziale e ha la responsabilità della manutenzione di ogni bene ricadente all'interno dei confini del comune.